# Základní škola Schulzovy sady
Základní škola Schulzovy sady (zkráceně zsschsady nebo ZŠ Schulzovy sady) je základní škola, která se nachází ve Dvoře Králové nad Labem na adresách Školní 1235 (Budova A), Legionářská 407 (Budova B), Komeneského 29 (Tělocvična) a Školní 2433 (Školní Jídelna).
Škola získala svůj název podle nedalekého parku pod jménem Schulzovy sady.

## Okolí školy
Škola se nachází v centru města, takže u ní můžeme najít obchody a další důležité budovy.
U školy se nachází autobusová zastávka, která umožňuje žákům ze vzdálenějšich vesnic se dostat ke škole. Také se u školy najdou obchody, jako například obchod Billa, papírnictví nebo zmrzlinárna. Za školou se nachází park, kam si žáci mohou jít odpočinout po škole nebo čekat na odpolední hodiny.